# Régina
Régina è un comune della Guyana francese.